# Vabre
 Vabre  là một xã thuộc tỉnh Tar trong vùng Occitanie ở phía nam nước Pháp. Xã này nằm ở khu vực có độ cao trung bình 370 mét trên mực nước biển.
Thị trấn nằm ở tả ngạn sông Gijou chảy theo hướng tây nam qua phía nam thị trấn, sau đó đổ vào sông Agout.